# Ecopatus penai
Ecopatus penai – gatunek błonkówki z rodziny Pergidae, jedyny przedstawiciel rodzaju Ecopatus.

## Zasięg występowania
Gatunek ten występuje w Chile.